# Sellamynodon
Sellamynodon ist eine Gattung aus der ausgestorbenen Familie der Amynodontidae, welche in die unmittelbar nähere Verwandtschaft der heutigen Nashörner gehört. Bisher sind ein einzelner Schädel mit zugehörigem Unterkiefer am Rand des Siebenbürgischen Beckens im südöstlichen Europa gefunden worden. Dadurch gehört die Gattung zu den wenigen Vertretern der Familie, die von diesem Kontinent bekannt sind. Die Funde datieren in das  Obere Eozän beziehungsweise in das Untere Oligozän. Die Tiere zeichneten sich durch eine tief eingesattelte Stirn und einen kräftigen Wulst am Hinterhaupt aus. Einige Merkmale wie der fehlende Scheitelkamm sind untypisch für die Amynodontidae. Die wissenschaftliche Erstbeschreibung von Sellamynodon erfolgte im Jahr 2018. Ein einzelner Fund wurde jedoch bereits Ende der 1980er Jahre vorgestellt, aber zu einer anderen Formen der Amynodontidae verwiesen.

## Merkmale
Sellamynodon ist ein mittelgroßer Vertreter der Amynodontidae. Schätzungen zufolge betrug das Körpergewicht etwa 410 bis 550 kg. Gefunden wurden bisher ein Teilschädel mit Unterkiefer. Dem Schädel fehlt der vordere Teil des Rostrums vor dem letzten Mahlzahn. In Seitenansicht wies die Stirnlinie einen tief eingesattelten Verlauf auf. Hervorgerufen wurde dies durch den massiven und stark ausgezogenen Wulst des Hinterhauptsbeins, welcher das markanteste Merkmal von Sellamynodon darstellt. Er setzte etwa am Warzenfortsatz an und umlief den hinteren Schädel halbkreisförmig. An der höchsten Stelle erhob er sich rund 8 cm über den Schädel. Die gesamte Konstruktion ist ungewöhnlich für Amynodonten, da der Schädel durch die tiefe Einsattelung eher an die der Brontotheriidae erinnert. Die Gelenkrollen des Hinterhaupts zur Verbindung mit der Halswirbelsäule zeigten sich prominent und waren schräg nach unten orientiert. In der Aufsicht hoben sich des Weiteren die deutlich ausladenden Jochbögen hervor, die in ihrem Verlauf einen nahezu rechten Winkel bildeten. Sie kragten bis zu 31,7 cm auseinander und waren mit bis zu 6 cm Dicke äußerst massiv. Der vordere Ansatz der Jochbögen lag etwa auf Höhe des zweiten Molaren. Der gesamte Hirnschädel zog hinter den Augenhöhlen stark ein. Das Stirnbein hatte generell eine breite Form mit einer Ausdehnung von 19,6 cm zwischen den Seitenrändern. Das Verhältnis der Jochbogen- zur Stirnbreite betrug bei Sellamynodon somit rund 1,6, was mehr ist als bei Zaisanamynodon und Amynodon. Am Scheitelbein markierte eine nur leichte Aufwölbung einen Scheitelkamm. Auch dadurch unterscheidet sich Sellamynodon auffallend von anderen Amynodonten, ebenso wie durch die fehlenden parasagittalen Rippel, was dem Hirnschädel eine glatte Kontur verlieh. Die Orbita selbst war gut ausgebildet und maß im Durchmesser etwa 6 cm. Am hinteren Rand wurde sie durch den Processus postorbitalis des Stirnbeins nicht vollständig geschlossen. Ihr vorderer Rand ist nicht überliefert und befand sich weit vor dem dritten Molaren, wohl über dem ersten. An der Schädelunterseite öffneten sich die Choanen hinter dem dritten Molar. Das Hinterhauptsloch hatte einen dreieckigen Umriss.

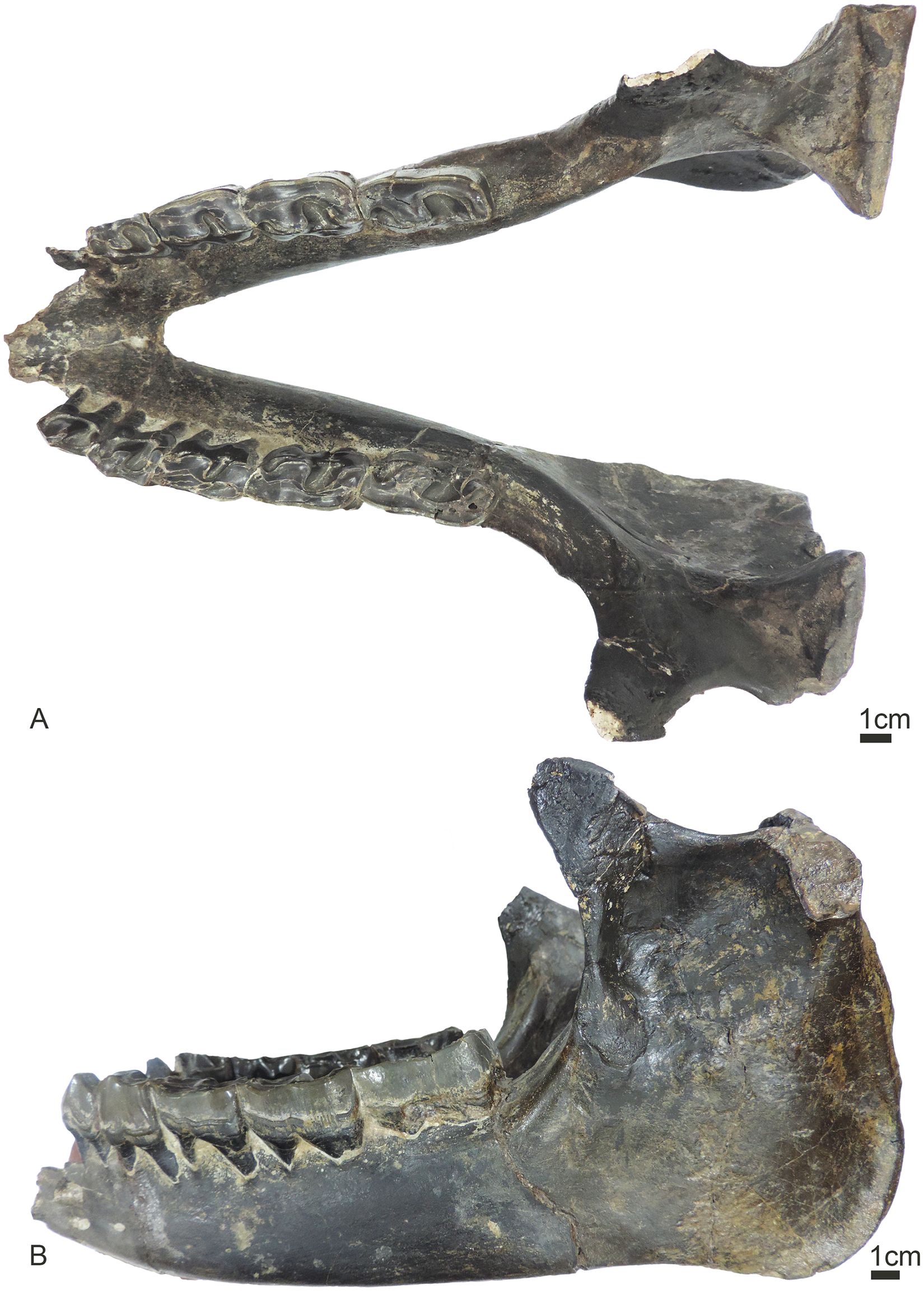
Unterkiefer von Sellamynodon

Der Unterkiefer ist fast vollständig überliefert, die erhaltene Länge beträgt 30,9 cm. Der horizontale Knochenkörper nahm nach hinten kontinuierlich an Höhe zu, hinter dem letzten Zahn erreichte er knapp 6,7 cm. Die Symphyse war relativ grazil und endete am letzten Prämolaren. Ein großes Foramen mentale von 11,5 mm Durchmesser lag unterhalb der vorderen Wurzel des dritten Prämolaren, ein kleineres, mit 5,8 mm Durchmesser nur halb so großes unterhalb der hinteren Wurzel. Der aufsteigende Ast ragte rund 16,4 cm auf, sein vorderer Rand neigte sich nach vorn. Der Kronenfortsatz war lang und dünn ausgezogen, eine breite Eindellung trennte ihn vom Gelenkfortsatz. Der Winkelfortsatz wiederum wies einen massiven, gerundeten Bau auf. Auf der Außenfläche des aufsteigenden Astes zeichneten sich die tiefen Gruben der Fossa masseterica ab.

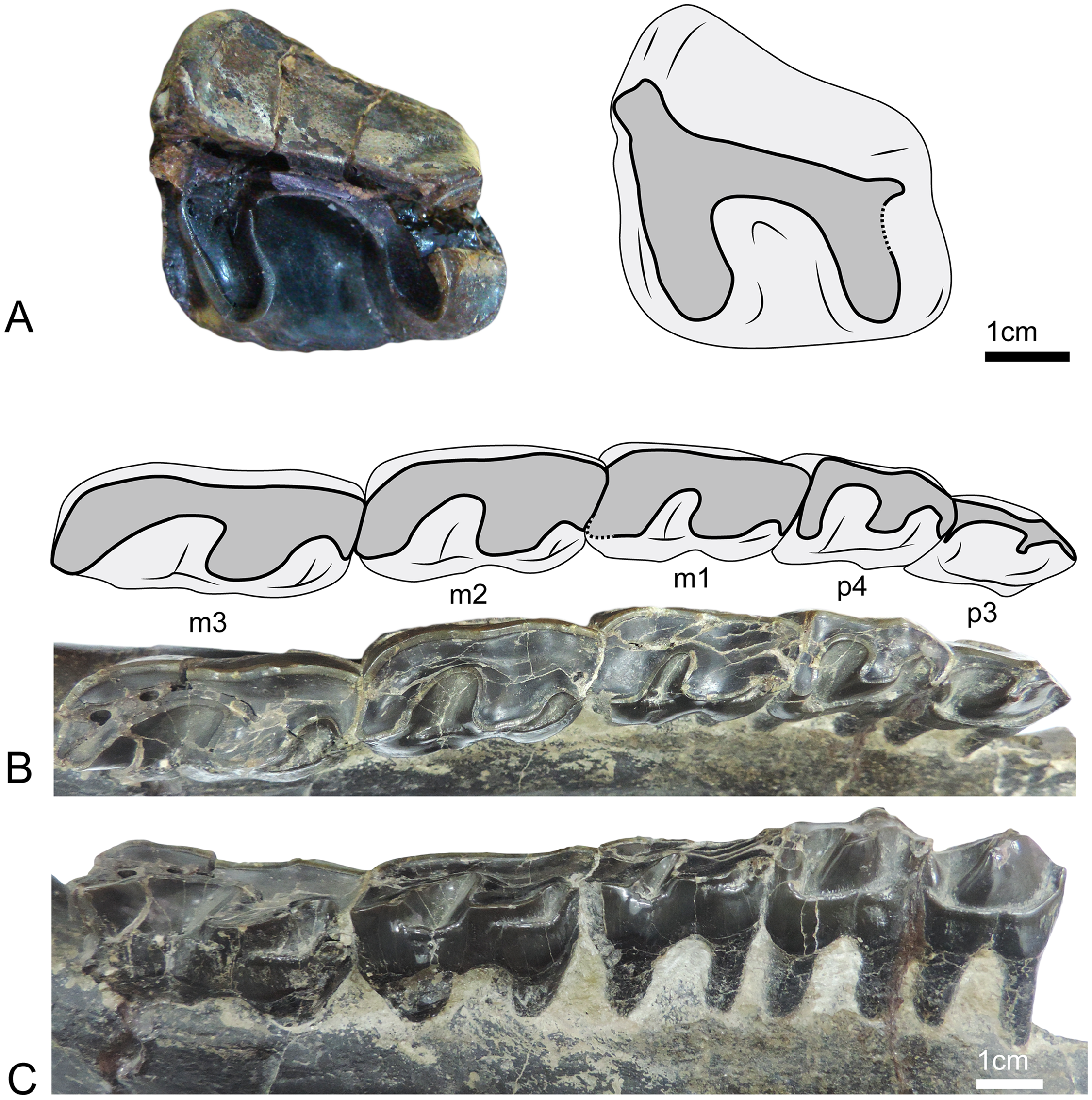
Zähne von Sellamynodon mit Hervorhebung der Kauoberfläche

Über die vordere Bezahnung von Sellamynodon ist nichts bekannt. Vom oberen hinteren Gebiss trägt der Schädel nur den letzten Molaren. Im Unterkiefer bestand das hintere Gebiss aus den letzten beiden Prämolaren und den drei Molaren. Das Fehlen der vorderen beiden Prämolaren verweist Sellamynodon zu den entwickelten Amynodonten. Die Molaren waren typisch lang-rechteckig gestaltet. Die Kauoberfläche der Oberkiefermahlzähne zeichnete ein deutlich π-förmiges Zahnschmelzmuster aus, was als Charakteristikum aus der Nashornverwandtschaft aufzufassen ist. Das Ectoloph verlief dabei parallel zur Zahnlängskante, das Meta- und Protoloph standen mehr oder weniger rechtwinklig dazu. Ein ähnliches Muster kam auch auf den unteren Mahlzähnen vor, hier bildeten das Metalophid und das Hypolophid aber einen Winkel von 35° bis 36° zum Ectolophid. Die Prämolaren waren nur teilweise molarisiert. Die gesamte hintere Zahnreihe erstreckte sich im Unterkiefer über 16,0 cm Länge, die Molaren nahmen davon 11,4 cm ein. Den größten Zahn bildete hier der letzte Molar mit einer Länge von 4,76 cm und einer Breite von 2,16 cm.

## Fossilfunde
Von Sellamynodon liegen nur ein Teilschädel mit zugehörigem Unterkiefer vor. Beide Reste stammen aus Dobârca im Kreis Sibiu in Siebenbürgen in Rumänien. Der genaue Fundort ist unbekannt, da die Fossilien über einen Privatsammler an die Universität von Cluj-Napoca gelangten. Dobârca liegt an der Grenze des Siebenbürgischen Beckens im Übergang zu den südlichen Karpaten. Im Tal der Dobârca sind rotfarbene fluviatile Ablagerungen aufgeschlossen, denen im Hangenden Sandsteine folgen. Das Alter der Sedimentfolge ist unbekannt. Eine ähnliche Ablagerungssequenz findet sich bei Apoldu de Sus, ebenfalls im Kreis Sibiu. Sie datiert in den Zeitraum vom Oberen Eozän bis zum Unteren Oligozän.

## Paläobiologie
Das Fehlen des Scheitelkamms bei Sellamynodon ist ungewöhnlich für einen Vertreter der Amynodontidae. Dass es sich bei dem vorliegenden Schädel um den eines Jungtiers handelt, kann aufgrund des Vorhandenseins der Mahlzähne und deren Abkauungsgrad ausgeschlossen werden. Möglicherweise liegt ein Sexualdimorphismus vor und der Schädel repräsentiert ein weibliches Tier, was ebenfalls die Abwesenheit parasagittaler Rippeln erklären könnte. Momentan liegt aber zu wenig Fundmaterial vor, um hier genauere Angaben machen zu können.

## Systematik
Sellamynodon ist eine Gattung aus der ausgestorbenen Familie der Amynodontidae. Die Amynodontidae gehören in die unmittelbare Verwandtschaft der Nashörner (Rhinocerotidae) und werden gemeinsam mit diesen und mit weiteren erloschenen Gruppen wie den Hyracodontidae und den Indricotheriidae (= Paraceratheriidae) in der Überfamilie der Rhinocerotoidea zusammengefasst. Diese bildet wiederum mit der Nahverwandtschaft der Tapire (Tapiridae) die übergeordnete Gruppe der Tapiromorpha, eine der Hauptlinien innerhalb der Ordnung der Unpaarhufer (Perissodactyla). Von den Nashörnern unterscheiden sich die Amynodontidae durch ihr vorderes Gebiss, das weniger spezialisiert ist als bei ersteren und aus einem großen, triangulären Eckzahn und kleinen Schneidezähnen besteht. Generell waren die Vertreter der Amynodontidae vergleichsweise groß, besaßen kräftige Scheitelkämme und wiesen keine Hornbildungen auf. Phylogenetischen Analysen zufolge steht Sellamynodon in einer näheren Beziehung zu Metamynodon. Dadurch wird eine Stellung innerhalb Unterfamilie der Amynodontinae und der Tribus der Metamynodontini wahrscheinlich. Die Tiere dieser Gruppe zeichneten sich durch massige Körper und Schädel mit breiten Jochbögen aus. Ihre hohe Position der Orbita und die gekürzten Metapodien führen zu der Vermutung, dass sie semi-aquatisch lebten. Den Metamynodontini stehen die Cadurcodontini gegenüber, bei denen das deutlich reduzierte Nasenbein auf eine ausgeprägte Rüsselbildung hinweist. Die Amynodontidae lebten im Eozän und im Oligozän in Eurasien und Nordamerika.
Die wissenschaftliche Erstbeschreibung der Gattung Sellamynodon erfolgte im Jahr 2018 durch ein Forscherteam um Jérémy Tissier. Als Holotyp wurde der Schädel und der Unterkiefer aus Dobârca bestimmt (Exemplarnummer UBB MPS15795). Der Name Sellamynodon leitet sich von dem lateinischen Wort sella für „Sattel“ ab und verweist auf die ungewöhnliche Schädelform mit der eingedellten Stirnlinie. Der zweite Namensbestandteil bezieht sich auf Amynodon, die Typusform der Amynodontidae. Bereits 1989 hatte Vlad Codrea den Unterkiefer publiziert und der von ihm neu benannten Art Cadurcodon zimborensis zugewiesen. Der Artname ist eine Referenz auf die Zimborer Schichten im Nordwesten des Siebenbürgischen Beckens. Codrea nahm damals an, dass der Unterkiefer aus dieser Ablagerungssequenz im Kreis Sălaj stammt. Im Jahr 2000 korrigierte er jedoch die Fundregion mit Dobârca im Kreis Sibiu. Der zugehörige Schädel wurde später im Bestand der Universität von Cluj-Napoca aufgespürt, er war ebenfalls mit der Fundregion Dobârca ausgewiesen. Tissier und Kollegen überführten in ihrer Erstbeschreibung C. zimborensis zu Sellamynodon als einzige anerkannte Art.
Die Entdeckung und Beschreibung von Sellanymnodon erhöht die Diversität der europäischen Vertreter der Amynodontidae. Im Verlauf des Eozäns bestand Europa weitgehend als eigenständige Insel isoliert von anderen großen Landmassen. Erst im Oligozän kam es durch die Schließung der Turgai-Straße zur Verbindung mit Asien. Als Ergebnis folgte ein Faunenaustausch und ein als Grande Coupure bezeichnetes Aussterbeereignis. Amynodonten sind in Europa allgemein sehr spärlich belegt. Aus dem Mittleren Eozän liegen Reste von Amynodon und Cadurcodon vor, aus dem Oberen Eozän und dem Unteren Oligozän solche von Amynodontopsis und Cadurcotherium. Mit Ausnahme von Amynodon gehören die anderen drei Vertreter zu den Cadurcodontini. Sellamynodon wäre somit der erste Angehörige der Metamynodontini aus Europa, die ansonsten nur in Asien und Nordamerika nachgewiesen sind.